# Crișcior
Crișcior [ˈcriʃtʃior] (ungarisch Kristyór, deutsch Kreischquell) ist eine Gemeinde im Kreis Hunedoara in Siebenbürgen, Rumänien.
Der Ort ist auch unter den veralteten Bezeichnungen Criscior, Criștior oder Cristior und den ungarischen Zarándkristyor und Körösfalva bekannt.

## Geographische Lage

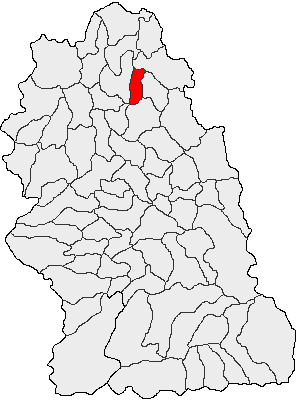
Lage der Gemeinde Crișcior im Kreis Hunedoara

Die Gemeinde Crișcior liegt in der Brad-Senke (Depresiunea Brad), nördlich des Siebenbürgischen Erzgebirges, an der Mündung des Flusses Bucureșci – ein linker Nebenfluss des Crișul Alb (Weiße Kreisch) –, im Norden des Kreises Hunedoara. An der Nationalstraße Drum național 74 (Brad–Abrud, Kr. Alba) gelegen, befindet sich der Ort 7 Kilometer östlich von Brad; die Kreishauptstadt Deva (Diemrich) liegt ca. 40 Kilometer südlich entfernt. Von Crișcior nach Brad führt eine schmalspurige Industriebahn.

## Geschichte
Im Mittelalter war Crișcior ein Hörigendorf und Sitz rumänischer Woiwoden der Zaránder Region. Einer dieser Woiwoden (Stefan Bălea) stiftete im 13. Jahrhundert die steinerne, orthodoxe Kirche. Beim Horea-Aufstand von 1784 wurde der Ort niedergebrannt, wobei die ungarische Bevölkerung die ersten Opfer waren.
Die Geschichte der Besiedlung der Region reicht jedoch auf Grund der Funde beim Weiler Valea Arsului (ca. 6 km nordöstlich von Crișcior) – nach Berichten von J. M. Ackner (1851), C. Gooss, G. Téglás (1889) und P. Király – bis in die Römerzeit zurück.
Neben den Einrichtungen des Goldkombinats gibt es auch ein Reparaturwerk für Bergwerksausrüstung, ein Wärmekraftwerk; Crișcior ist auch ein bedeutendes Zentrum der Töpferei. Im Werk der S.C. Calea Ferata Ingusta SRL werden Eisenbahnfahrzeuge hergestellt und gewartet, so z. B. 2012–2013 die Lokomotive 764.411R der Stainzerbahn.

## Bevölkerung
Die Bevölkerung der Gemeinde entwickelte sich wie folgt:
| 1850 | 1.426 | 1.269 | 32  | 32  | 93            |
| 1900 | 2.648 | 2.149 | 375 | 108 | 16            |
| 1941 | 3.758 | 3.428 | 145 | 163 | 22            |
| 1977 | 5.107 | 4.965 | 47  | 27  | 68            |
| 2002 | 4.277 | 4.182 | 28  | 10  | 57            |
| 2011 | 3.841 | 3.701 | 13  | -   | 127           |
| 2021 | 3.389 | 3.138 | 7   | -   | 244 (16 Roma) |

Seit 1850 wurde auf dem Gebiet der heutigen Gemeinde die höchste Einwohnerzahl (6.243) 1966 ermittelt. Die höchste Bevölkerungszahl der Rumänen (6.003) wurde 1966, die der Deutschen (341) 1920, der Ungarn (636) 1910 und die der Roma (93) 1850 registriert. Des Weiteren bekannten sich einige Einwohner als Ukrainer (einer im Jahr 1992), als Serben (höchste Einwohnerzahl 2 im Jahr 1930) und bei fast jeder Volkszählung als Slowaken (höchste Einwohnerzahl 7 im Jahr 1966).

## Sehenswürdigkeiten
- Die rumänische-orthodoxe Kirche Adormirea Maicii Domnului,[9] im 14. Jahrhundert errichtet, ist eine rechteckige mit polygonalem Chorabschluss, abgeteiltem Pronaos und im Westen befindlicher massiver steinerner Turm. Im Innern der Kirche, sind einige der schönsten rumänischen Malereien erhalten. An der West-Wand der Kirche ist das Bild der Stifter in Rittertracht zu sehen. An der nördlichen Außenwand sind aus dem 15. Jahrhundert, noch Reste der Darstellung des Jüngsten Gerichts zu sehen. Byzantinischer Einfluss an den Malereien ist zu erkennen.[5] Die Kirche steht unter Denkmalschutz.[10]
- Die Ruinen der römisch-katholischen Kirche, welche 1784 niedergebrannt wurde.[5]
- Das Nonnenkloster Sfânta Treime
- Das Dorfmuseum, wo Trachten und Bergbauarbeit spezifische Objekte zu sehen sind.

## Persönlichkeiten
- Ștefan Pașca (1901–1957), Sprachwissenschaftler, Philolog und Mitglied der rumänischen Akademie.[11]